# VfB Eppingen
Der VfB Eppingen ist ein Fußballverein mit rund 450 Mitgliedern aus Eppingen im Bundesland Baden-Württemberg. Er entstand, als sich die 1919 eingerichtete Fußballabteilung des Turnvereins Eppingen 1921 als VfB Eppingen eigenständig machte und vom Mutterverein löste.
Den ersten größeren Erfolg konnte der Verein 1925 mit der Gaumeisterschaft feiern. Weitere Erfolge konnten jedoch erst in den 1970er Jahren gefeiert werden. 1972/73 wurde der VfB Eppingen Meister in der 2. Amateurliga Rhein-Neckar und erreichte damit den Aufstieg in die 1. Amateurliga Nordbaden. Im selben Jahr gewann der VfB Eppingen den Badischen Pokal. In der Saison 1974/75 wurde die Mannschaft Meister der 1. Amateurliga Nordbaden. Am 26. Oktober 1974 gelang im DFB-Pokal 1974/75 gegen den damaligen Bundesliga-Tabellenführer Hamburger SV vor 15.000 Zuschauern im Kraichgaustadion ein überraschender 2:1-Sieg durch zwei Treffer von Gerd Störzer. Für den VfB Eppingen spielten: Gebhard, Lietzau, Kern, Schieck, Götter, Rupp, Wirth, Störzer, Welz, Breunig, Autz.
Nachdem der Verein von 1974/75 bis 1977/78 in der Amateurliga Nordbaden gespielt hatte, stieg er über die Stationen Verbandsliga Nordbaden (Meister 1978/79), Oberliga Baden-Württemberg (1979/80) mit einem 2. Platz hinter den Amateuren des VfB Stuttgart, in die 2. Liga Süd auf. Da die bis dahin in zwei Staffeln aufgeteilte 2. Bundesliga ab der Saison 1981/82 zu einer eingleisigen Spielklasse zusammengeführt werden sollte und zur Qualifikation die Platzierungen der letzten drei Jahre herangezogen wurden, hatte Eppingen keine ernsthafte Chance, um in der zweithöchsten Staffel zu bleiben. Nach Saisonende stieg der VfB Eppingen als Tabellenletzter wieder ab. Jetzt begann der Abstieg. Auch aus der Oberliga stieg der VfB in der Saison 1981/82 sofort ab und konnte danach nur in der Saison 1990/91 noch ein Jahr in der Oberliga spielen. Nach dem Aufstieg 2012/13 aus der Landesliga spielte der Verein in der sechstklassigen Verbandsliga Baden, stieg allerdings nach einer Saison gleich wieder ab. 2016 feierte man die Meisterschaft der Landesliga Rhein-Neckar und stieg erneut in die Verbandsliga auf.

## Bekannte Spieler
Die Spieler Gerd Störzer und Erwin Rupp gelten als Träger der großen Erfolge des VfB Eppingen in den 1970er Jahren.
- Gerd Störzer (1972–1976) Spieler, (1995–1997) Trainer
- Erwin Rupp (1973–1981)

Kader der Zweitliga-Saison 1980/81: Volker Gebhard, Michael Moser – Reiner Ackermann, Ante Duvnjak, Gerhard Schäfer, Klaus Sterz, Friedhelm Sturm, Klaus Teichmann – Rainer Götter, Peter Jakob, Wolfgang Krenn, Martin Kübler, Martin Kunzmann, Otis Nachbar, Klaus Rechkemmer, Erwin Rupp – Harry Griesbeck, Wolfgang Loes, Klaus Spannenkrebs, Friedbert Hillesheim